# Niklas Ruß
Niklas Ruß (* 13. Dezember 1990 in Karlsruhe) ist ein deutscher Handballspieler.
Im Jahr 2008 wurde Ruß zusammen mit der deutschen Junioren-Nationalmannschaft Europameister. Im selben Jahr wurde er mit der A-Jugend der SG Kronau/Östringen Deutscher Meister. Anschließend gehörte er dem Kader der Rhein-Neckar Löwen an. In der Saison 2009/10 hatte Ruß ein Zweitspielrecht beim damaligen Zweitligisten TSG Friesenheim, mit denen er den Aufstieg in die 1. Bundesliga schaffte.
Bis Anfang der Saison 2010/11 hat er vier Bundesligaspiele für die Rhein-Neckar Löwen absolviert und dabei elf Tore erzielt. In der Vorrunde der EHF Champions League der Saison 2008/09 spielte er bei Wisła Płock (ein Tor) ein ganzes Spiel durch, so wie auch in der Saison 2009/10 gegen HC Bosna Sarajevo (drei Tore).
Im Sommer 2012 wechselte Ruß zum Zweitligaaufsteiger SG Leutershausen. Zur Saison 2014/15 unterschrieb er einen Vertrag beim Bundesligisten HBW Balingen-Weilstetten. Im Sommer 2016 kehrte er zur SG Leutershausen zurück. Nach der Saison 2021/22 verließ er als Kapitän den Verein um sich seiner beruflichen Karriere zu widmen. Im Sommer 2023 schloss er sich dem Südbadenligisten TuS Steißlingen an.

## Beruf
Niklas Ruß ist Gymnasiallehrer am Gymnasium Engen. 